# Tomàs Sayes i Jato
Tomàs Sayes i Jato   (la Pobla de Lillet, 1985) és un activista independentista català. Forma part del mitjà Llibertat, de l'Ateneu Popular de Cerdanya i del Comitè de Defensa de la República de la Cerdanya. També va pertànyer al Sindicat d'Estudiants dels Països Catalans, i va fer de secretari nacional de Candidatura d'Unitat Popular fins al 2016 i de l'Assemblea Nacional Catalana fins al 2019. El 2015, estava afiliat a la Coordinadora Obrera Sindical.
Destaca per haver protestat com a estudiant d'Enginyeria Tècnica Informàtica a la Universitat Autònoma de Barcelona contra el Pla Bolonya el 2009 mitjançant una vaga de fam que va durar un mes. La va començar el 23 de febrer i la va acabar per força el 25 de març, en què el van haver d'ingressar a l'Hospital de Terrassa per l'estat de salut que presentava. Poc abans, havia radicalitzat la vaga deixant d'ingerir glucosa, i els metges li havien suggerit de tornar a menjar. A partir de l'hospitalització de Sayes, com que la universitat no va cedir, s'hi va produir una concentració de suport i una manifestació vandàlica en forma de pintades.
En la vaga de fam reclamava el diàleg entre els estudiants i el rectorat de la Universitat Autònoma de Barcelona. Tanmateix, no va tenir resultat: a les protestes anti-Bolonya, van produir-se més d'un centenar d'estudiants ferits —dels quals 30 hospitalitzats també—, a banda de 28 expedientats —6 dels quals expulsats—, 31 imputats amb processos penals i 10 detinguts.
El febrer del 2019, Sayes va ser detingut pels Mossos d'Esquadra per no haver-se presentat a declarar al jutjat de Puigcerdà acusat d'un delicte de manifestació il·legal en una protesta contra el jutge espanyol Pablo Llarena. Hi havia estat citat abans per un delicte d’injúries contra el jutge. Finalment, en declarar, la justícia va desestimar la participació de l'imputat en el crim i el va deixar en llibertat. El desembre del mateix any, va ser citat als jutjats de Perpinyà després de ser retingut i identificat en el tall del Tsunami Democràtic de la Jonquera per la policia francesa.
El gener del 2022, va tornar a ser citat, aquest colp al jutjat de la Seu d'Urgell, acusat de participar en el tall de carretera de la C16 a la Cerdanya el 19 de febrer en protesta per l'empresonament del raper Pablo Hasél. Com que no hi va anar, finalment el van detenir el març del mateix any, però en no haver estat identificat a l'esdeveniment, l'acusació no va prosperar.